# 陳侃 (明朝)
陈侃（1507年—？年），字应和，号思斋（一号思菴），浙江鄞县人。明朝政治人物。

## 生平
嘉靖五年（1526年）丙戌科进士，授行人司行人。嘉靖八年（1529年），任刑科左给事中。
嘉靖十年（1531年），都给事中赵廷瑞上书弹劾兵部尚书掌都察院事汪鋐刑讯逼供之事，嘉靖帝责赵廷瑞、不问汪鋐之罪。给事中雒昂、陈守愚、陈侃以及御史李宗枢、朱廷立也分别上书弹劾，嘉靖帝大怒。陈侃因而被夺俸三个月。同年，陈侃升邢科右给事中，后迁吏科左给事中。
嘉靖十一年（1532年），琉球国王尚真薨，世子尚清请求册封。嘉靖帝以陈侃为正使、行人司行人高澄为副使，前往琉球，册封尚清为琉球国中山王。他和高澄拒绝了尚清王赠予的馈金四十两，尚清王在天使馆附近建却金亭以表彰其事。嘉靖十四年（1535年）归国到达京师，陈侃升光禄寺少卿，高澄则升尚宝司司丞。尚清王的谢恩使团持四十两黄金到达京师，嘉靖帝命令陈、高二人接受琉球国赠予的馈金。
嘉靖十七年（1538年），任南京太仆寺卿。

## 著作
在出使琉球之际，陈侃留心其山川、风俗，著有《使琉球录》一册进献嘉靖帝；这是目前已知最早的一部琉球册封使使录。